# Rogério Paes de Farias Corrêa
Rogério Paes de Farias Corrêa ou simplesmente Rogério, (Porto Alegre, 8 de agosto de 1959), é um ex-futebolista brasileiro que atuava como meia e atacante.

## Carreira
Além de ter jogado pelo Colorado de Porto Alegre, atuou pela Seleção Olímpica de Futebol em 6 jogos marcando um gol durante sua passagem.

## Títulos
Seleção Brasileira
- Campeão Jogos Pan-Americanos: 1979[1][2]